# Бютри-сюр-Уаз
Бютри-сюр-Уаз (фр. Butry-sur-Oise) — муниципалитет во Франции, в регионе Иль-де-Франс, департамент Валь-д'Уаз. Население — 1969 человек (1999).
Муниципалитет расположен на расстоянии около 28 км северо-западнее Парижа, 12 км северо-восточнее Сержи.

## Демография
Динамика населения (Cassini и INSEE):